# Joe Mercer
Joseph ("Joe") Mercer, OBE (9 augustus 1914 – 9 augustus 1990) was een Engels voetballer en voetbalcoach.

## Carrière als speler
Mercer werd geboren in Ellesmere Port, Cheshire als de zoon van een oud-voetballer van Nottingham Forest en Tranmere Rovers, die ook Joe heette. Joe Mercer senior stierf aan gezondheidsproblemen die ontstonden als gevolg van een gasaanval in de Eerste Wereldoorlog. Zijn zoon was toen twaalf jaar oud.
Joe junior, een linker middenvelder, speelde als eerste voor Ellesmere Port Town. Hij had een goede tackle en kon goed anticiperen op de acties van de tegenstander. In 1932 tekende hij als achttienjarige jongen bij Everton. In het seizoen 1935/36 maakte hij voor het eerst deel uit van de eerste selectie. Hij speelde in totaal 186 keer voor Everton, waarin hij twee goals scoorde. Hij werd ook kampioen van de Football League First Division, namelijk in het seizoen 1938/39. In dat seizoen speelde hij ook vijf keer mee met het nationale elftal van Engeland.
Net zoals de meeste spelers van zijn generatie, miste hij zeven jaar in de voetbalwereld door de Tweede Wereldoorlog. Hij ging het leger in en speelde 26 keer mee in een oorlogsinterland. Hij speelde ook een tijdje op proef bij Chester FC, waarvoor hij zijn debuut maakte tegen Halifax Town in september 1942.
Aan het eind van het jaar 1946 vertrok Mercer voor negenduizend pond naar Arsenal. Hij maakte zijn debuut voor The Gunners op 30 november 1946 tegen Bolton Wanderers en de middenvelder werd al snel aanvoerder van de club. Hij leidde Arsenal naar een succesvolle periode aan het eind van de jaren 40 en het begin van de jaren 50. Ze begonnen als laaggeklasseerde ploeg, maar in het seizoen 1947/48 werd Arsenal kampioen.
In 1950 won Mercer de FA Cup met Arsenal en in dat jaar werd hij ook verkozen tot FWA Footballer of the Year. Hij verloor met Arsenal in 1952 de finale van de FA Cup van Newcastle United, met 1-0, maar het seizoen erop werden de Londenaren weer kampioen, ditmaal op basis van het doelsaldo. In mei 1953 wilde Mercer gaan stoppen met voetballen, maar hij kwam terug op deze beslissing en ging weer voor Arsenal spelen. Hij brak zijn been echter op twee plakken na een botsing met teamgenoot Joe Wade en het seizoen erna stopte hij toch. Mercer speelde uiteindelijk 275 wedstrijden voor Arsenal, waarin hij twee keer scoorde.

## Carrière als coach
Na zijn carrière als voetballer werkte Mercer een tijdje als journalist en groenteman. Maar op 18 augustus 1955 werd hij coach van Sheffield United, twee dagen voor de wedstrijd tegen Newcastle United. Hij verving Reg Freeman, die overleden was tijdens het seizoen. Mercer kon Sheffield echter niet in de competitie houden en degradeerde, ondanks de aankoop van de latere publiekslieveling Derek Pace van Aston Villa.
In december 1958 nam Mercer ontslag bij Sheffield en hij vertrok naar Aston Villa. Hij leidde die ploeg naar de halve finale van de FA Cup, maar wist ook nu niet op het hoogste niveau te blijven. Hij won wel de League Cup in 1961, maar toch werd Mercer in 1964 ontslagen bij Villa.
Hij had wel succes bij Manchester City. Met deze ploeg promoveerde hij naar het hoogste niveau en won deze twee jaar later zelfs. Hij won ook nog de FA Cup in 1969 en in het jaar erna werden de League Cup en de Europacup voor bekerwinnaars. Mercer kreeg later ruzie met zijn assistent, Malcolm Allison, over een mogelijke overname van City. Allison was voor, maar Mercer was tegen.
De overname ging door en toen Mercer erachter kwam dat zijn parkeerplaats en kantoor weg waren, nam hij ontslag. Hij tekende bij Coventry City, waar hij twee seizoenen coach zou zijn. In zijn laatste jaar was hij ook ad interim bondscoach van Engeland, nadat Sir Alf Ramsey ontslag genomen had. Hij was zeven duels bondscoach; drie hiervan werden gewonnen, drie keer werden de punten gedeeld en eenmaal werd er verloren. Hij won met Engeland wel het British Home Championship, gelijk met Schotland.

## Erelijst

### Als speler
Everton
- Football League First Division: 1938/39
- Charity Shield: 1932
- FA Cup: 1933

Arsenal
- Football League First Division: 1947/48 en 1952/53
- Charity Shield: 1948 en 1952
- FA Cup: 1950

### Als coach
Aston Villa
- Football League Second Division: 1959/60
- League Cup: 1960/61

Manchester City
- Football League Second Division: 1965/66
- Football League First Division: 1967/68
- Charity Shield: 1968
- FA Cup: 1969
- League Cup: 1969/70
- Europacup voor bekerwinnaars: 1969/70

Engeland
- British Home Championship: 1974 (samen met Schotland)